# Joop ter Beek

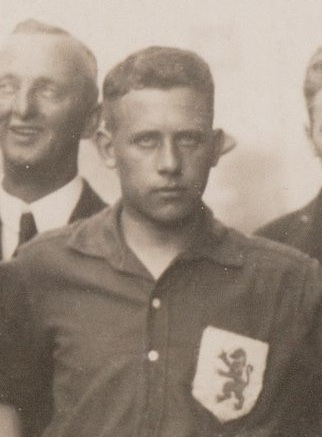
Joop ter Beek im Jahr 1924

Joop ter Beek (* 1. Juni 1901; † 5. September 1934; eigentlich Adrianus Johannes ter Beek) war ein niederländischer Fußballspieler. Er bestritt ein Länderspiel für die niederländische Fußballnationalmannschaft.

## Leben
Beek spielte von Juli 1923 bis Juni 1924 für den Verein NAC Breda. Sein einziges Länderspiel bestritt er am 2. Juni 1924: Bei den Olympischen Sommerspielen in Paris stand er im Viertelfinale gegen Irland auf dem Platz, das Spiel gewannen die Oranjes mit 2:1 nach Verlängerung.